# Xanthomelanopsis peruana
Xanthomelanopsis peruana là một loài ruồi trong họ Tachinidae.